# Guacá (Panama)
Guacá est un corregimiento situé dans le district de David, province de Chiriquí, au Panama. En 2010, la localité comptait 1 891 habitants.